# Schlacht bei Arcole
Die Schlacht bei Arcole fand vom 15. bis 17. November 1796 während des Italienfeldzuges zwischen den Franzosen unter General Napoleon Bonaparte und den Österreichern unter Feldzeugmeister Joseph Alvinczy bei Arcole in Italien statt. Österreichische Entsatztruppen für die von den Franzosen eingeschlossene Festung Mantua marschierten in zwei Kolonnen nach Verona. Nach dreitägigem Kampf mussten die Österreicher, die sich zwei Tage siegreich behauptet hatten, infolge Umgehung ihrer südlichen Flanke ihre Positionen räumen und zurückgehen.

## Vorgeschichte
Nach der Niederlage der französischen Armee unter General Moreau in der Schlacht bei Schliengen mussten die Franzosen auf das westliche Rheinufer zurückgehen. General Moreau zog sich mit seiner Hauptmacht bei Hüningen über den Rhein in das Elsass zurück, wodurch es den Österreichern möglich wurde, erhebliche Verstärkungen nach Italien zu senden.
Der österreichische Feldmarschall von Wurmser musste sich nach mehreren Niederlagen am 13. September mit dem Rest seiner Truppen in die Festung Mantua flüchten, die er ursprünglich zu entsetzen versuchte. Im Monat Oktober 1796 stellten die Österreicher eine neue Entsatzarmee ins Feld. Feldzeugmeister Alvinczy hatte den Oberbefehl über 48.000 Mann, welche den Auftrag hatten, die eingeschlossenen Truppen in Mantua neuerlich zu entsetzen. Alvinczy hatte in Absprache mit seinem Generalstabschef Franz von Weyrother seine Armee ähnlich wie beim vorangegangenen Entsatzversuch vom September aufgeteilt. Durch Tirol rückte eine 22.000 Mann starke Kolonne unter General Davidovich längs der Etsch vor und blieb nach mehreren Gefechten am 17. November an der Linie Compara und Castelnuovo stehen. Die Hauptmacht der Österreicher mit 24.000 Mann unter General Quosdanovich – bei welcher sich der Oberbefehlshaber Alvinczy befand – rückte durch Friaul über Pordenone, Bassano, Vicenza und Villanuova vor und erreichte am 11. November Verona. Um die österreichische Entsatzarmee abzufangen, rückte Napoleon Bonaparte mit 24.000 Mann auf dem linken Ufer der Etsch und auf dem rechten Ufer des Alpon vor.

## Aufmarsch

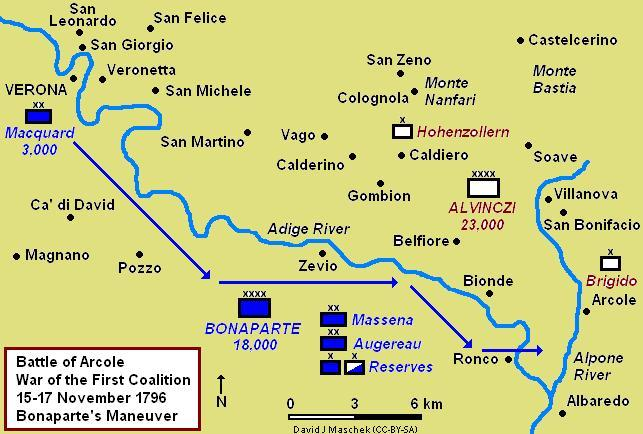
Skizze des Aufmarsches

Die den Österreichern zuerst entgegengeworfenen französischen Truppen wurden am 12. November in der Schlacht bei Caldiero durch die österreichische Avantgarde unter dem Fürsten von Hohenzollern-Hechingen unter Verlust von 2.000 Mann zurückgeworfen. Alvinczy wollte bereits auf das rechte Ufer der Etsch übersetzen, wurde aber zuvor durch die Franzosen angegriffen. Bonaparte überließ die Blockade von Mantua der Division des Generals Vaubois und wandte sich mit den restlichen Truppen gegen Alvinczy, dessen Truppen bei Vago aufgeklärt wurden. Das Tirolerkorps unter Davidovich war auf dem rechten Flussufer der Etsch nach Verona vorgedrungen und konzentrierte sich zwischen Gardasee und Rovereto, um die Vereinigung mit dem Friauler Korps herzustellen.
Zum Entsatz der Festung Mantua hatten die Österreicher in der Nacht zum 15. November eine Pontonbrücke über die Etsch (Adige) errichtet und den Übergang bei Zerio begonnen.
Die Avantgarde in Richtung auf Verona führte die Brigade des Fürsten Friedrich Xaver von Hohenzollern-Hechingen. Am rechten Flügel stand die Division des FML Peter Quosdanovich zwischen San Bonifacio, Soave und Castelletto.
Den linken Flügel führte die Division des Feldmarschallleutnant Marchese Giovanni de Provera, im ersten Treffen die Brigade Oberst Sticker und im zweiten Treffen die Brigade des Generalmajor Schubirz.
Bei Montebello stand eine Reserve-Brigade unter Generalmajor Mittrowsky mit 4.054 Mann. Bonaparte befahl seine Divisionen Masséna und Augereau entlang der westlichen Ufer des Adige, sie schlugen bei Ronco eine Brücke über den Fluss. Den Flussabschnitt zwischen Ronco und Zevio sicherte die österreichische Brigade des Obersts Graf Brigido bei Arcole.
Die französische Division Vaubois verteidigte mit 8.000 Mann eingenommene Stellungen bei Rivoli. In der Festung Verona verblieb eine französische Besatzung von 3.000 Mann unter General Macquard. Bonaparte fasste den Entschluss, den Gegner vor seiner Vereinigung einzeln anzugreifen, er zog Verstärkungen vom französischen Blockadekorps vor Mantua an sich und trat den Friauler Korps entgegen. Bonaparte bewerkstelligte den Übergang bei Ronco und führte etwa 18.000 Mann auf das rechte Etschufer, um den Gegner an der südlichen Flanke anzugreifen. Die Division Massenas zählte 7.900 Mann, die Division Augereau umfasste 6.500 Mann, als Reserve wurden 2.600 Mann dahinter postiert.

## Verlauf der Schlacht

### 15. November

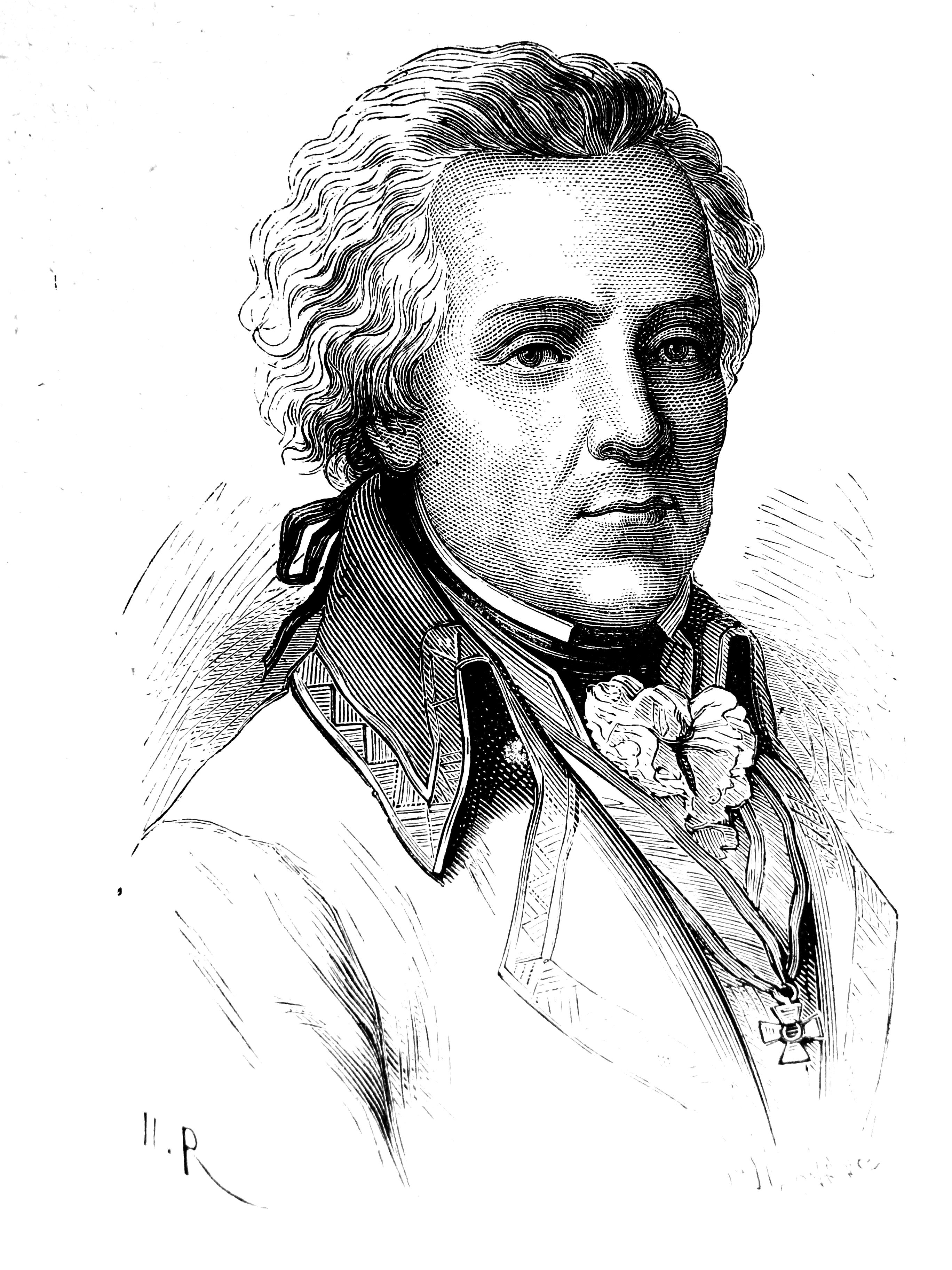
Joseph Alvinczy (Album du Centenaire)

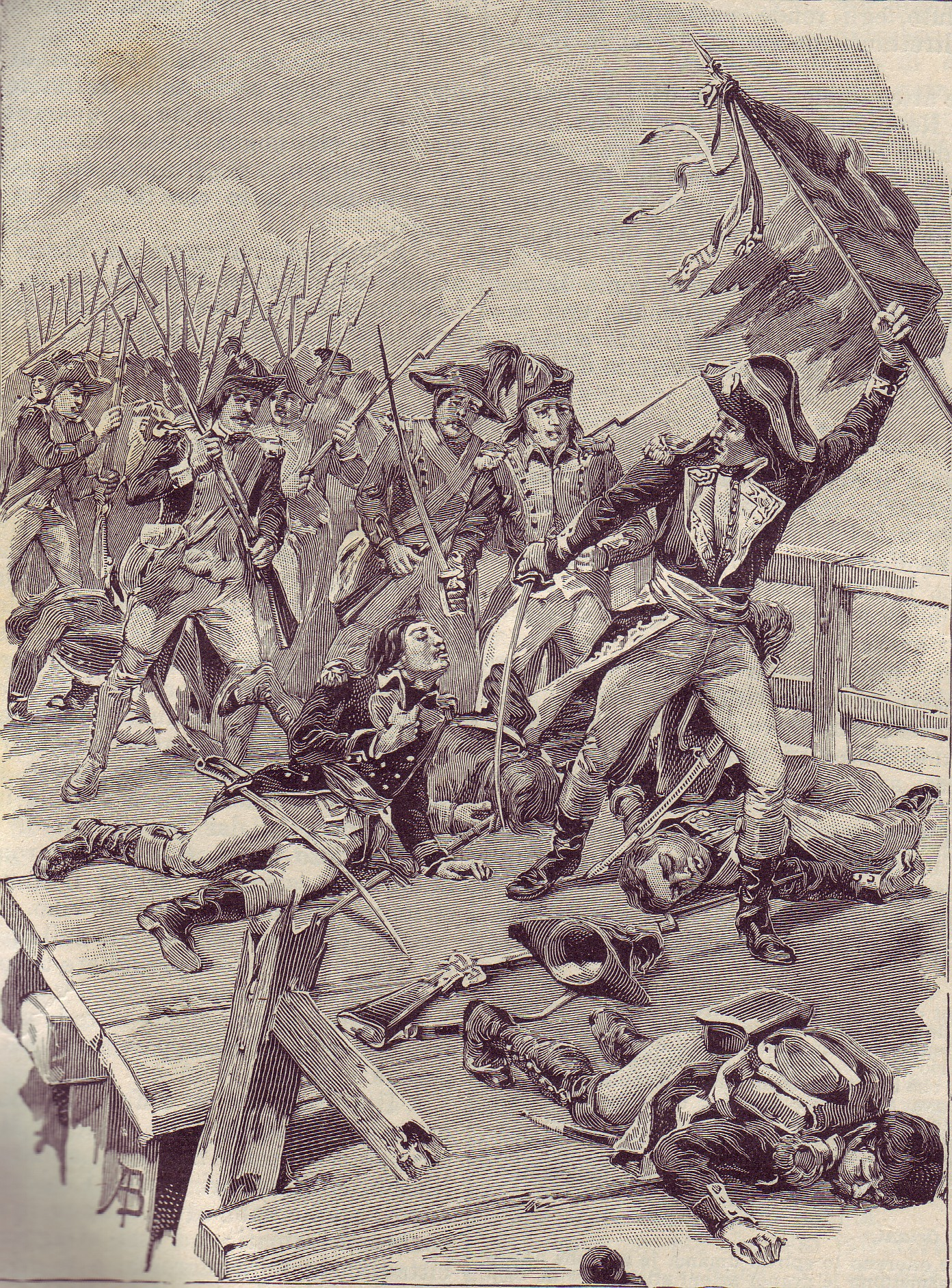
Bonaparte führt den Angriff über die Brücke

Bei Tagesanbruch des 15. November hatten französische Pioniere unter Oberst Andréossy bei Ronco eine Pontonbrücke errichtet. Das linke Ufer bot hier aber wenig Raum für größere Truppenmassen. Das rechte Ufer des Alpon, der in südlicher Richtung von Villanuova in die Etsch einmündete, war durch Moraste eingegrenzt, durch welche sich nur ein begehbarer Damm in nordwestlicher Richtung nach Arcole und St. Bonifacio zog. An der nördlichen Flanke standen österreichische Truppen unter dem Fürsten von Hohenzollern in der Nähe von Verona, um sich rechts gegen einen Angriff aus der Stadt zu schützen. Im Zentrum führte General Alvinczy die Brigaden von Oberstleutnant von Gavasini und Generalmajor Brabeck zum Fluss, um die französische Pontonbrücke anzugreifen. Sie stießen auf Truppen der Division Masséna, die zwischen Belfiore und Ronco aufmarschierte. Zunächst wurden die Österreicher wieder auf Belfiore zurückgetrieben.
Der Angriff Augereaus richtete sich auf Arcole. Alvinczy hatte dort vier kroatische Bataillone unter Oberst Wenzel Brigido stehen; diese verteidigten mit je zwei Bataillonen Arcole und Porcil, das von der französischen Brigade unter General Bon angegriffen wurde. Brigido warf jeden verfügbaren Mann gegen die nachgezogenen Brigaden unter Verdier und Verne in den Kampf und wurde selbst durch die österreichische Hauptmacht verstärkt. Mittags hatten Truppen unter Generalmajor Mittrowsky die Stellungen Brigidos ausreichend gefestigt. Von den Offizieren Augereaus wurden die Generäle Bon, Verdier, Verne und Jean Lannes verwundet. Der französische Angriff geriet völlig ins Stocken. General Jean Guieu versuchte an der Mündung bei Albaredo vergeblich zum Alpon durchzubrechen. Der Obergeneral Bonaparte erschien darauf vor der Brücke von Arcole, ergriff persönliche eine Fahne und marschierte an der Spitze seiner erneut vorgehenden Grenadiere zur Brücke. Die Österreicher führten aber gleichzeitig einen Ausfall und drängten die Franzosen auf das Ostufer zurück. An der Front und im Rücken angefallen, gerieten die Truppen Augereaus in Verwirrung. Bonapartes Truppen wurden in den Sumpf gedrängt, aber beim Rückzug von seinen Grenadieren gerettet. Er blieb trotz starken Feuers der Österreicher unversehrt, sein Aide-de-camp, Oberst Jean-Baptiste Muiron, wurde dabei getötet. Am Abend überquerte General Guieu bei Albaredo den Fluss, um der Stellung von Davidovich in den Rücken zu fallen. Später gelang es den Franzosen bei einem erneuten Anlauf Arcole einzunehmen.
Das neu eingenommene Terrain war aber zur Verteidigung unbrauchbar. Bonaparte – im Ungewissen über das, was währenddessen nördlicher vor Verona, Rivoli und Mantua vorgefallen war – wagte nicht, diese unsichere Stellung zu behaupten. Er ließ daraufhin den Rückzug nach Ronco antreten und zog die Brigade Guieu aus Arcole über die Etsch zurück, eine Garnison hielt aber auf der österreichischen Seite des Flusses einen Brückenkopf. Der Angriff General Augereaus auf die Brücke von Arcole war am ersten Tag vollständig misslungen.

### 16. November
Auch der 16. November führte zu keinem anderen Resultat, wie tags zuvor kämpfte man wieder auf den sumpfigen Dämmen des Flusses.
Alvinczy verstärkte Mittrowsky im Brennpunkt bei Arcole durch die nach vorn gezogene Brigade Schubirz auf insgesamt 14 Bataillone und wies ihn an, einen Gegenangriff südlich von Arcole voranzutreiben und den dortigen französischen Brückenkopf einzudrücken.
Die nördlicher stehende Division Massena errang an diesem Tag Vorteile gegen die Truppen des FML Provera und drängte die Österreicher bis Caldiero zurück, vergeblich waren aber wieder alle Angriffe Augereaus auf Arcole. Am Abend war die Lage der Franzosen bei Arcole wieder ziemlich bedenklich. In der Nacht überschritt ein Teil der Division Augereau unterhalb von Arcole den Alpon und begann die österreichische Stellung zu umgehen.

### 17. November
Auch am 17. November waren die Österreicher anfangs im Vorteil; die Truppen Proveras hielten sich in Belfiore, während Mittrowsky weiterhin die Stellungen bei Arcole behauptete.
Im Zentrum wichen die Franzosen unter Massena zurück, während die Franzosen im äußersten Süden den Österreichern in den Rücken zu kommen suchten. Alvinczy zog die vor Verona detachierte Brigade Hohenzollern näher auf seine Hauptmacht nach Caldiero heran. Gegen 8 Uhr früh stand ein Teil der Division Augereau auf dem linken Ufer des Alpon, auch das österreichische Artilleriefeuer vermochte sie dort nicht mehr zu verdrängen. Eine auf dem Damm gegen Arcole vorrückende französische Kolonne wurde aufs Neue zurückgeworfen und floh nach Ronco zurück. Bonaparte hatte eine Halbbrigade der Division Massena rechts des Dammes in einen Hinterhalt gelegt und fiel den verfolgenden Österreichern derartig in die Flanke, dass sie nach Arcole zurückflüchteten. Arcole konnte von den Franzosen wieder erobert werden. Auf dem linken Alpon-Ufer fand die Umgehungskolonne derweil hartnäckigen Widerstand. Vor St. Bonifacio erschienen 900 Mann mit 4 Kanonen, welche bei St. Stephano den Rücken der Österreicher bedrohten. Die dadurch erzeugte Furcht, abgeschnitten zu werden, veranlasste schließlich deren Abzug auf Villanuova.

## Folgen
Die französischen Verluste bei Arcole zählten 3.500 Tote und Verwundete, weitere 1.300 Mann fielen in österreichische Gefangenschaft. Die Österreicher hatten etwa 2.200 Tote und Verwundete, verloren aber zusätzlich 4.000 Gefangene und 11 Kanonen. Auf französischer Seite wurde General Robert tödlich verwundet, während der österreichische Generalmajor Rosselmini am 19. November bei Vicenza seinen Verwundungen erlag.
Beim Kriegsrat am Morgen des 18. November entschloss sich Alvinczy, mit seinen verbliebenen 16.000 Mann am Kriegsschauplatz zu verbleiben. Am 21. November besetzten die Österreicher Caldiero wieder, konnten aber nach französischen Gegenmaßnahmen nicht weiter vorgehen. Als die Kunde durchdrang, dass auch die Kolonne unter Davidovich am 20. November bei Rivoli von den Franzosen zurückgeworfen worden war, begannen die Österreicher am Abend des 23. November ihren Rückzug zur Brenta. Ein überraschender Ausfall Wurmsers aus Mantua am 23. November kostete fast 800 Verwundete. Als er erfuhr, dass Davidovich in vollem Rückzug war, mussten sich Wurmsers Truppen in die Festung zurückziehen.
Die folgende Niederlage Alvinczys gegen die Franzosen in der Schlacht bei Rivoli am 14. und 15. Januar 1797 beendete den letzten Versuch Österreichs, die von Frankreich belagerte Festung Mantua zu befreien. Die Besatzung unter Feldmarschall Dagobert Wurmser musste kapitulieren, die Übergabe erfolgte aber auch dann nicht durch direkte Kriegshandlungen, sondern vor allem durch eine Seuche, die auf beiden Seiten zahlreiche Opfer forderte. Am 2. Februar 1797 ergab sich die Festung, Feldmarschall Wurmser erhielt mit 500 Mann freien Abzug, etwa 16.000 fielen in Kriegsgefangenschaft, darunter 6.000 Kranke.